# Valea Mărului
Valea Mărului es una comuna ubicada en el distrito de Galați, Rumania.

## Superficie
Posee una superficie de 53,28 kilómetros cuadrados.

## Demografía
Hasta 2021 la población era de 3572 habitantes, con una densidad de población de 67,04 habitantes por kilómetro cuadrado.